# Пирогенал
Пирогенал (Pyrogenalum) — липополисахарид, образующийся в процессе жизнедеятельности микроорганизмов Pseudomonas aeruginosa и др.

## Фармакологическое действие
Препарат оказывает пирогенное действие (повышает температуру тела). Активность препарата определяют биологическим путём и выражают в минимальной пирогенной дозе (МПД). 1 МПД — это количество вещества, вызывающее при внутривенном введении кроликам повышение температуры тела на 0,6 °C и выше.
По характеру действия имеет элементы сходства с продигиозаном. Влияние пирогенала на иммунологические процессы изучено недостаточно, однако не исключено, что его действие также связано с интерфероногенной активностью (активацией защитных сил организма).
При введении пирогенала наряду с повышением температуры тела наблюдаются лейкопения (снижение уровня лейкоцитов в крови), сменяющаяся лейкоцитозом (увеличением числа лейкоцитов в крови), увеличение проницаемости тканей, в том числе гематоэнцефалического барьера (барьера между кровью и тканью мозга), подавление развития рубцовой ткани, улучшение восстановительных процессов в нервной ткани и др. Препарат способствует лучшему проникновению химиотерапевтических веществ в очаг поражения.

## Показания к применению
Применяют пирогенал для стимулирования восстановительных процессов после повреждений и заболеваний центральной и периферической нервной системы; для рассасывания патологических рубцов, спаек после ожогов, травм, при спаечном процессе в брюшной полости, в комплексной терапии больных инфекционными заболеваниями, особенно при их затяжном, повторном течении.
Пирогенал применяют также при некоторых аллергических заболеваниях (бронхиальная астма), псориазе, хронической диффузной стрептодермии (гнойном заболевании кожи), склеротических процессах в бронхах, эпидидимитах (воспалении придатков яичка) и простатитах (воспалении предстательной железы), при некоторых упорных дерматозах (кожных болезнях — нейродермитах /заболевании кожи, обусловленном нарушением функции центральной нервной системы/, крапивнице и др.), хронических воспалительных заболеваниях женских половых органов и при других заболеваниях.
Пирогенал применяют также как дополнительное неспецифическое средство в комплексной терапии сифилиса.
Также пирогенал применяется в качестве провокации перед сдачей анализов на скрытые инфекции у мужчин и женщин.

## Способ применения и дозы
Вводят внутримышечно 1 раз в день. Инъекции производят через день или с большими промежутками (2-3 дня). Дозы необходимо подбирать индивидуально. Начальная доза составляет 25-50 МПД. Устанавливают дозу, вызывающую повышение температуры тела до 37,5-38 °C, и вводят её до прекращения повышения температуры, после чего дозу постепенно повышают на 25-50 МПД. Максимальная разовая доза для взрослых — 1000 МПД. Курс лечения состоит из 10-30 инъекций; при необходимости его повторяют. Перерыв между курсами должен быть не менее 2-3 мес.
У детей дозу уменьшают в соответствии с возрастом; начинают с введения 5-15 МПД, постепенно повышая при необходимости дозу, но не превышая 250—500 МПД. На курс лечения — 10-15 инъекций.
Больным с гипертонической болезнью (стойким подъемом артериального давления) и сахарным диабетом препарат назначают в уменьшенных дозах, осторожно их повышая.
Маленьким детям и лицам старше 60 лет пирогенал необходимо вводить с осторожностью, начиная с уменьшенных доз и постепенно повышая их только в случае хорошей переносимости препарата больными.

## Побочное действие
При передозировке пирогенала у отдельных больных могут появиться озноб, повышение температуры тела, головная боль, рвота, боль в пояснице. Эти реакции продолжаются обычно 6-8 ч, после чего температура тела понижается и побочные явления исчезают. В этих случаях рекомендуется уменьшить дозу.
Противопоказания. Препарат нельзя вводить больным с острыми лихорадочными (сопровождающимися резким подъемом температуры тела) заболеваниями и беременным.

## Форма выпуска
В ампулах с содержанием в 1 мл изотонического раствора натрия хлорида 100, 250, 500 или 1000 МПД.

## Условия хранения
В запаянных ампулах в защищённом от света месте при температуре от +2 до +10 °C.